# Yponomeuta mahalebella
 (octobre 2009).
Si vous disposez d'ouvrages ou d'articles de référence ou si vous connaissez des sites web de qualité traitant du thème abordé ici, merci de compléter l'article en donnant les références utiles à sa vérifiabilité et en les liant à la section « Notes et références ».
Espèce
L'Hyponomeute du faux-merisier (Yponomeuta mahalebella) est l'un des petits papillons de nuit du groupe des teignes (papillons dont la forme ressemble à celle des mites), mesurant un cm environ, quelques millimètres d'épaisseur, et d'une envergure maximale de 16 à 25 mm. Parmi les espèces de ce genre présentes en Europe, Y. mahalabella est le plus grand de tous, avec une envergure atteignant 25 mm.
C'est une des espèces de papillons dont la chenille (grégaire à tous ses stades de développement), est susceptible de se développer en tissant des toiles de soies qui constituent un nid collectif. Elles sont pour cette raison dites  « fileuses ».

La chenille de Yponomeuta mahalebella est monophage ; c'est-à-dire qu'elle ne mange les feuilles (ou jeunes écorces et bourgeons) que d'une seule essence : le Bois de Sainte Lucie (également nommé  « Cerisier de sainte Lucie » ou « faux merisier » ), dont le nom scientifique est Prunus mahaleb.
C'est une espèce qui semble rare ou devenue rare. Elle a été étudiée en Espagne où l'on a montré qu'elle était sensible au gradient d'altitude.
Les oiseaux ne semblent pas ou peu attaquer les espèces de ce genre (toxicité ? effet de la toile ?).

## Description
Comme tous les papillons du genre Yponomeuta cette espèce évoque la forme d'une mite, longue d'environ 10 mm, mais aux ailes blanches ponctuées de noir (les Anglais les appellent « mites-hermines ».

Les ailes antérieures de cette espèce sont mouchetées de très petits points noirs et les ailes postérieures sont grisâtres et frangées (Voir photo).

La chenille est jaune paille au premier stade, ornée de points noir sur les flancs.

Au terme de son développement, elle mesure de 18 à 20 mm de longueur et possède une tête noire. Le corps de la chenille est garni de poils si fins qu'ils sont invisibles à l'œil nu.
La chenille ne doit pas être confondue avec celle de la petite tortue qui est également grégaire après être sortie de l'œuf et dont les couleurs peuvent évoquer celle des Yponomeutas.
L'imago ne peut être distingué à l'œil nu de celui de certaines autres espèces de ce genre, autrement que par l'observation des genitalia 

## Cycle de vie
Les œufs, très petits sont pondus de manière groupée (en « tuilage ») par la femelle en automne sur des rameaux et branches du faux-merisier.
La femelle les recouvre d'une sécrétion collante qui les rend difficiles à distinguer.
Les œufs éclosent en libérant de minuscules chenilles.

Ces chenilles se rassemblent et au fur et à mesure qu'elles grandissent, tissent des toiles qui peuvent englober des tiges ou rameaux en feuille. Les toiles, composées d'un fil assez solide, semblent jouer le rôle d'un nid collectif.

La larve se nymphose ensuite en formant une pupe de soie protégeant sa chrysalide. Cette pupe est généralement positionnée verticalement.

Les adultes (imago) apparaissent à partir du début du mois de juillet et sont visibles jusqu'au mois d'août, période durant laquelle se produit la fécondation et la ponte (le mâle meurt peu après la fécondation et une seule génération est produite par an, qui hiberne en hiver).

## Espèce invasive?
Plusieurs espèces d'Ypomoneutes montrent localement et temporairement des capacités invasives. Dans un cas une brutale et large extension a été observée en Irlande du Nord, les papillons ayant pullulé sur environ 150 000 km2 (~ 58 000 miles carrés) de haies d'aubépines. (peut-être en raison d'une adaptation de l'espèce aux défenses naturelles de l'arbre-hôte  ou  peut-être en raison d'un déséquilibre écologique tel que la disparition des principaux parasitoïdes de l'Ypomoneute, à la suite d'un usage trop intensif et généralisé des insecticides).
Quelques  Ypomoneutes sont depuis considérées comme une menace potentiellement grave pour quelques espèces cultivées ou utilisées dans les haies décoratives, non seulement en raison de l'intensité des ravages en termes de défoliation, mais aussi pour les dégâts induits par l'utilisation généralisée d'insecticides qui a souvent suivi ses pullulations.
Ceci a poussé l'étude de quelques parasitoïdes présents en Europe.
Souvent les phénomènes invasifs se déroulent sur deux ans. La première année, une partie des buissons est discrètement touchée, et l'année suivante, les mêmes buissons peuvent être totalement défoliés, ou une haie peut être entourée de toiles sur des surfaces de plusieurs mètres carrés à dizaines de mètres carrés.

## Ennemis et moyens de lutte
Les moyens de lutte biologique contre cette espèce sont d'encourager les prédateurs ou parasitoïdes des hypoponeutes. Ageniaspis fuscicollis a par exemple été importé dans les années 1980 pour contrôler ces espèces. En Europe, il existe plusieurs parasitoïdes qui parasitent ces espèces, des hyménoptères (petites guêpes), mais aussi des diptères (mouches). Dans les systèmes où la biodiversité est conservée, les phénomènes locaux d'invasion de ce type s'éteignent généralement d'eux-mêmes après deux ou trois ans.
De manière générale, le caractère très grégaire des chenilles de cette espèce les expose à une régulation rapide par divers microbes ou virus ou par les insectes prédateurs attirés par leur odeur.
Plusieurs phénomènes naturels combinent habituellement leurs effets :
- des épidémies virales [5]; 
Les chenilles y sont particulièrement exposées durant le 5e stade larvaire où elles sont le plus mobiles. Celles qui sont malades contaminent à leur tour une part importante de la population de la colonie quand elles se déplacent dans la toile ou via leurs excréments ou via des exsudats riches en virions contaminants ;
- des infections bactériennes ou fongiques ; 
elles apparaissent surtout après de fortes pluies (ou simplement en cas d'hygrométrie élevée)[5] ;
- des attaques de nématodes (et acariens ?),
- des parasitoses ; par divers parasitoïdes et insectes entomophages ; 
L'ichneumon Herpestomus brunnicornis parasite les larves et nymphes en entrant dans leur cocon, car sa tarière est trop courte pour le pénétrer directement ainsi que la chrysalide)[5], 
Diadegma armillatum parasite les jeunes chenilles (larve et pré-nymphe), l'ichneumon Itoplectis maculator parasite les nymphes uniquement. Les mouches tachinaires (Tachinidae) parasitent les chenilles matures [5]. 
Des chalcidiens (Chalcidoidea) sont aussi des hyperparasites, qui défendent les parasites des hyponomeutes, évitant  que les colonies soient totalement décimées par les parasites.
Ageniaspis fuscicollis parasite les pontes (un seul de ses œufs, grâce au phénomène de polyembryonie produit jusqu'à 80 individus) [5].
Quelques brachidiens parasitent aussi parfois des hyponomeutes.
- les attaques de divers prédateurs 
Le perce-oreille (Forficula auricularia) ou la larve du Chrysope (Chrysoperla carnea) mangent les œufs d'Yponomeutes [5]. 
Dans certaines régions, certaines espèces de fourmis attaquent les chrysalides, au point de parfois emporter la presque totalité des nymphes d'Yponomeutes [5] ; 
Une mouche (Agria mamillata) est une prédatrice naturelle des hyponomeutes : chacune de ses larves consomme 5 à 8 chrysalides d'Ypomoneute pour se nourrir.

...Ceci explique que les pullulations, pour impressionnantes qu'elles soient, ne durent rarement plus que quelques semaines, le temps qu'il faut aux microbes et prédateurs pour repérer une colonie et l'infecter ou y pondre leurs œufs.